# François Aupetit
François Aupetit (* 2. März 1913 in Chéronnac; † 6. Januar 1945 in Clermont-Ferrand) war ein französischer Boxer.

## Werdegang
François Aupetit nahm an den Olympischen Sommerspielen 1936 in Berlin teil. Im Leichtgewichtsturnier schied er in der ersten Runde gegen Czesław Cyraniak aus Polen aus.